# Яворина
Яворина — група гір Західних Бескидів і назва її найвищої вершини (1100 м, за іншими даними 1116 м), розташована на північному заході Лемківщини на схід від річного проламу Попраду, біля курорту Криниці. Вкрита лісами і гірськими луками.